# Carmine Abate
Carmine Abate, né le 24 octobre 1954 à Carfizzi, est un écrivain italien.

## Biographie
Carmine Abate passe son enfance à Carfizzi, un petit village arberèche de Calabre. Après des études en lettres à l’université de Bari, il déménage à Hambourg, la ville où résidait son émigré de père. Là, il enseigne dans une école pour les enfants d'immigrants et commence à écrire ses premiers récits. En 1984, est édité son premier recueil de nouvelles Den Koffer und weg, suivi, en 1984, d’un essai en allemand, écrit en collaboration avec Meike Berhmann, Die Germanesi, racontant l’histoire et la vie d’une communauté immigrée calabraise.
Par la suite, il retourne en Italie, et s’installe à Besenello dans le Trentin, où il enseigne et poursuit son travail d’écrivain. 
Il est l’auteur de nombreux romans et récits à succès. Lors de l’année scolaire 2008/2009, il est proposé au programme dans les écoles italiennes des auteurs d'origine calabraise. 
Les thèmes dominants dans ses œuvres de fiction sont la mémoire des traditions culturelles, en particulier les petites communautés arberèches, et la rencontre avec les gens qui vivent là où a lieu la plus forte émigration des pays du Sud. Les récits de Carmine Abate, qui, jeune homme, a émigré en Allemagne pour chercher du travail, sont le résultat de son expérience directe en Allemagne et en Italie du Nord. Dans certaines de ses œuvres, en particulier dans le recueil de nouvelles intitulé Il muro dei muri, l’accent est mis sur celui qui est le véritable ennemi de la société, le racisme. Les thèmes de la haine et de l’intolérance, chez Carmine Abate, sont traités dans un langage personnel, mélange de termes en italien, arberèche et allemand, dans un style faussement simple, lisse et facile à comprendre, mais surtout qui donne du plaisir à lire.
En septembre 2012, il remporte le prix Campiello pour La collina del vento

## Œuvres

### Romans

#### TrilogieLe stagioni di Hora
- Il ballo tondo (1991) Publié en français sous le titre La Ronde de Costantino, traduit par Nathalie Bauer, Paris, Éditions du Seuil, coll. « Cadre Vert », 2002, 219 p.  (ISBN 2-02-048660-1)
- La moto di Scanderbeg (1999) - Prix littéraire Racalmare Leonardo Sciascia Publié en français sous le titre La Moto de Skanderbeg, traduit par Nathalie Bauer, Paris, Éditions du Seuil, coll. « Cadre Vert », 2003, 256 p.  (ISBN 2-02-049198-2)
- Il mosaico del tempo grande (2006) Publié en français sous le titre La Mosaïque de la grande époque, traduit par Nathalie Bauer, Paris, Éditions du Seuil, coll. « Cadre Vert », 2008, 293 p.  (ISBN 978-2-02090661-6)

#### Autres romans
- Tra due mari (2002) - Prix Società dei Lettori, Lucca-Roma Publié en français sous le titre Entre deux mers, traduit par Nathalie Bauer, Paris, Éditions du Seuil, coll. « Cadre Vert », 2004, 224 p.  (ISBN 2-02-053899-7)
- La festa del ritorno (2004) - Prix Napoli et prix Corrado Alvaro
- Gli anni veloci (2008)
- La collina del vento (2012) - Prix Campiello
- Il bacio del pane (2013)
- La felicità dell'attesa (2015)
- Le rughe del sorriso (2018)
- Il cercatore di luce (2021)
- Un paese felice (2023)

### Recueils de nouvelles
- Den Koffer und weg! (1984)
- Il muro dei muri (1993)
- Vivere per addizione e altri viaggi (2010)

### Poésie
- Nel labirinto della vita (1977)
- Terre di andata (1996), nouvelle version en 2011

### Autres publications
- I Germanesi. Storia e vita di una comunità calabrese e dei suoi emigranti (1986), écrit en collaboration avec Meike Behrmann
- In questa terra altrove. Testi letterari di emigrati italiani in Germania (1987)
- Dimore (1992)
- Di noi (1992)
- Shtegtimi i unazës (1994)